# Trzebieszowice

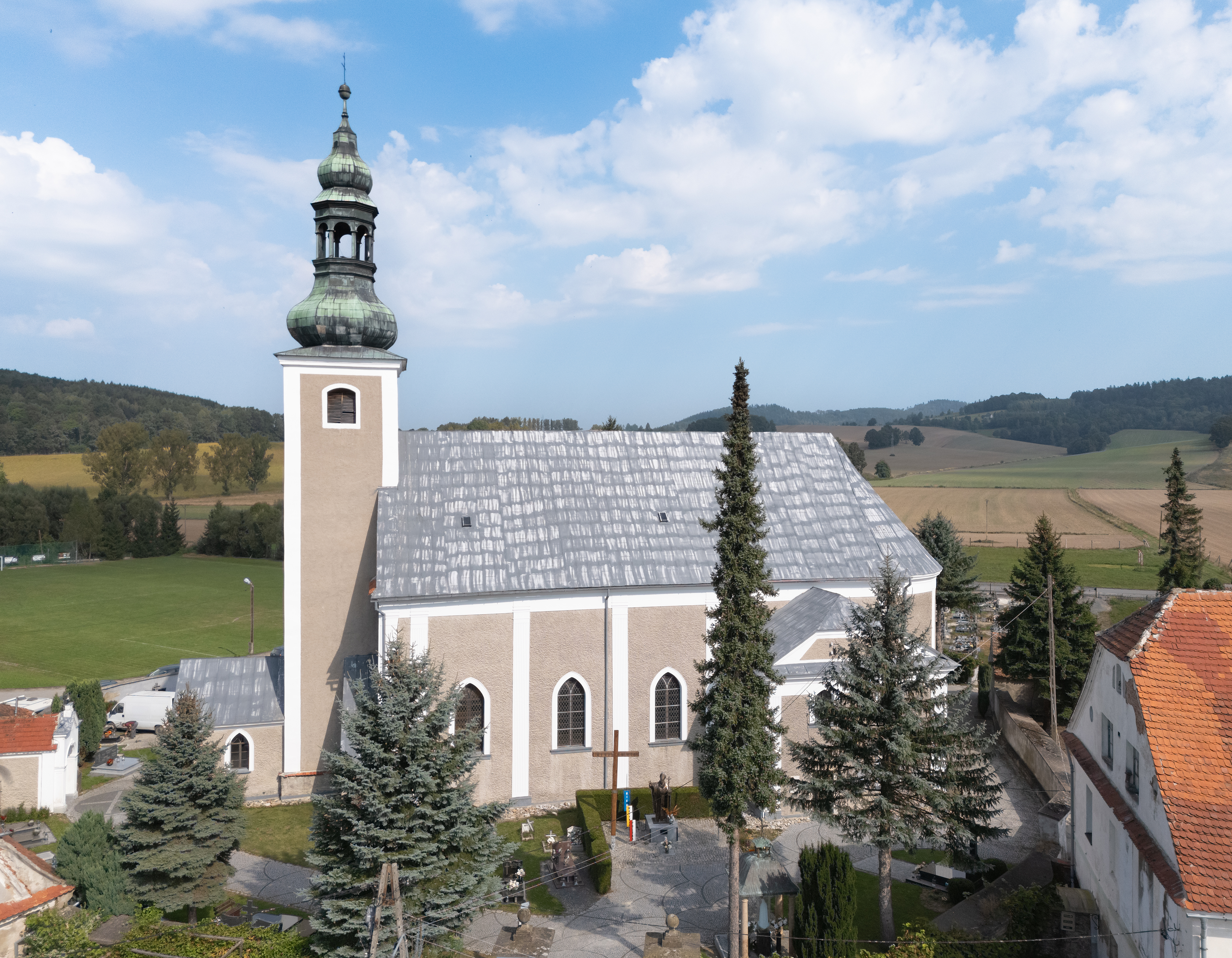
Kościół św. Andrzeja

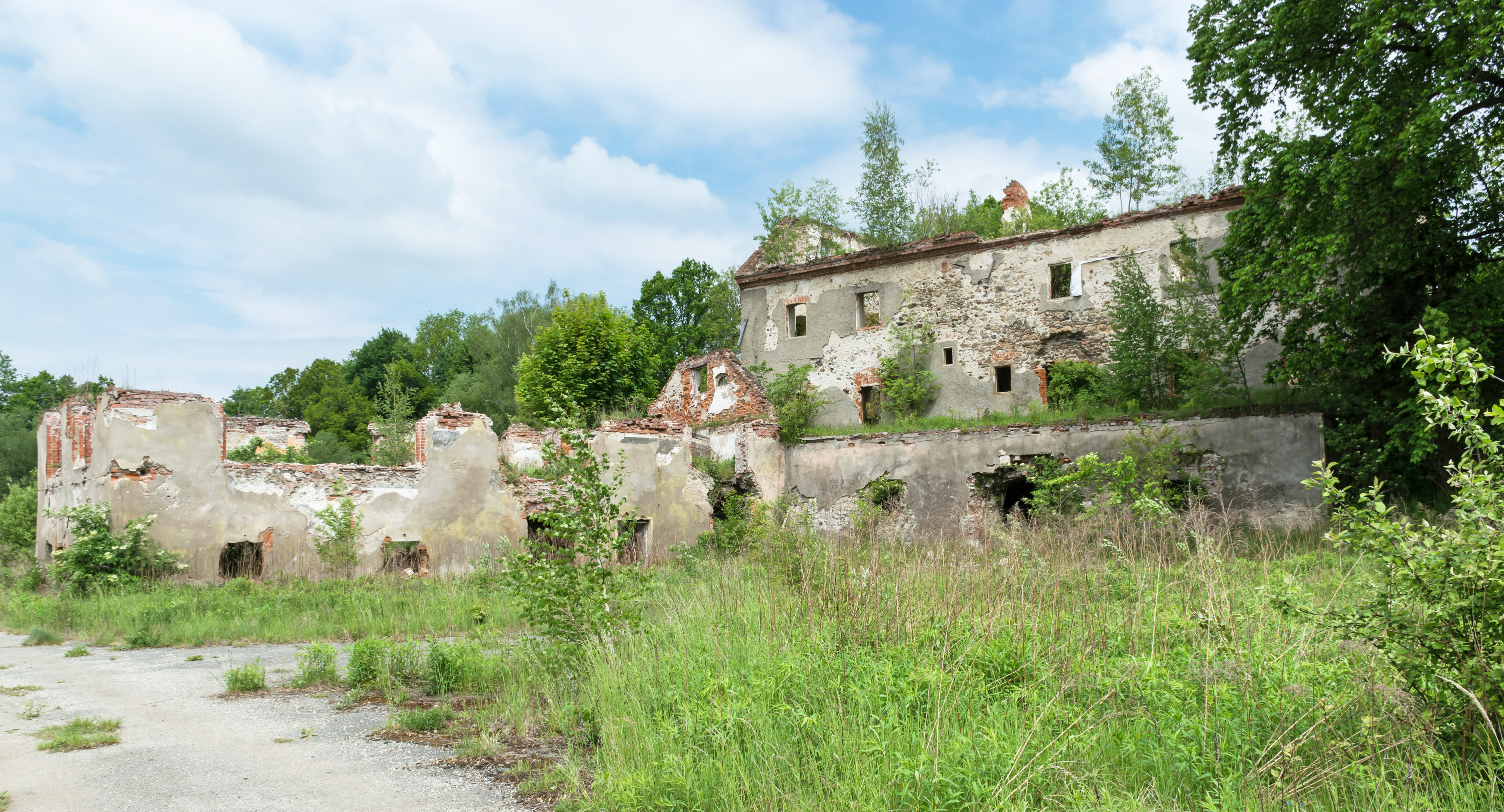
Zespół dworski "Rothenhof" (2015 r.)

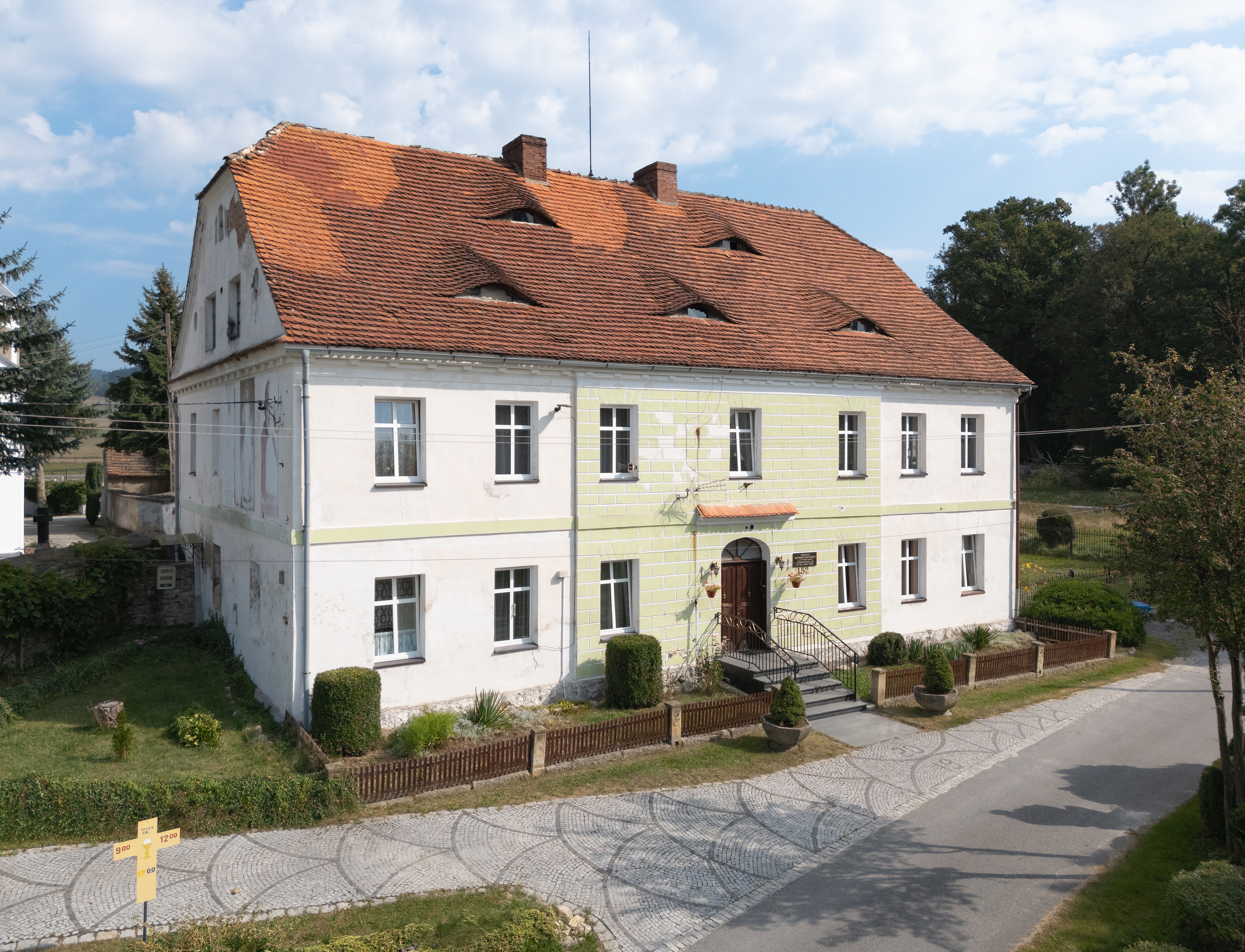
Zabytkowa plebania

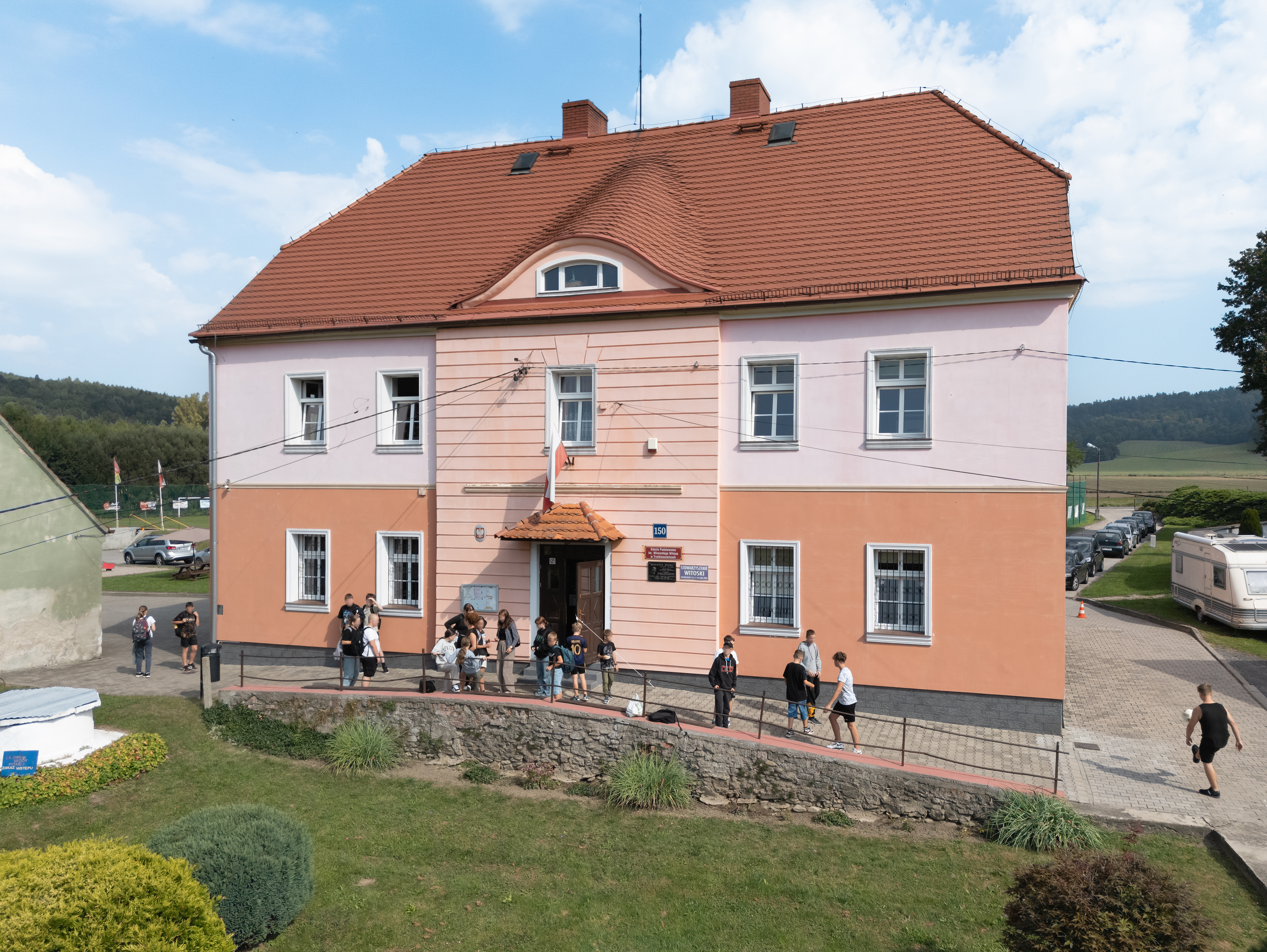
Szkoła podstawowa w Trzebieszowicach

Trzebieszowice (po 1945 Łacko, niem. Kunzendorf an der Biele) – wieś w Polsce położona w województwie dolnośląskim, w powiecie kłodzkim, w gminie Lądek-Zdrój, leży przy drodze Lądek-Zdrój – Kłodzko, w dolinie Białej Lądeckiej.

## Podział administracyjny
W latach 1975–1998 miejscowość administracyjnie należała do województwa wałbrzyskiego.

## Demografia
Jest to największa wieś gminy Lądek-Zdrój. Według Narodowego Spisu Powszechnego posiadała 1139 mieszkańców.

## Historia
Dawna nazwa: Kunzendorf utworzona została zapewne od zdrobniałej formy imienia Konrad i oznaczała wieś Konrada, jej właściciela lub założyciela. Trzebieszowice (Kunzendorf an der Biele), wieś usytuowana w dolinie Białej Lądeckiej, przy tak zwanej Drodze Solnej, łączącej Śląsk poprzez Lądek i Kłodzko z Pragą. Jest jedną z najstarszych miejscowości ziemi kłodzkiej. Znana jest już w roku 1269 jako Chunchons villa i z tego roku pochodzi zapis o istnieniu we wsi kościoła. Wiadomo, że Trzebieszowice lokowano na prawie niemieckim, ale nie rozstrzygnięte jest, czy na terenie jakiejś starszej wsi, czy też na obszarze lasów, przez które przebiegała Solna Droga z Krakowa na zachód i południe Europy.
W najdawniejszych czasach Trzebieszowice (Gross-Kunzendorf) dzieliły się na cztery części:
1. Oberhof (dwór górny)[6] – dwór z XV w., następnie pałac w posiadaniu niejakiego von Montaniego.
2. Frobelhof – należący do Johanna Heinricha von Frobla.
3. Rothen Hof – od roku 1578 własność Christopha von Reichenbacha, następnie Adama von Reichenbacha, a potem Josepha von Schenkendorfa.
4. Steinhof (Kamienny Dwór) – od najdawniejszych czasów należący do rodziny von Reichenbach, piszącej się Reichenbach von der Biele. W części tej znajduje się obecny pałac „Zamek na Skale”.

Z rodu von Reichenbachów wywodzą się liczni posiadacze ziemscy. W Kotlinie Kłodzkiej herby rodu von Reichenbach możemy spotkać również w pobliskim Radochowie, na tablicach nagrobnych w miejscowym kościele. W kościele w Idzikowie, na chrzcielnicy jako dokument zbiorowej fundacji. Również w Starej Łomnicy, nad portalem drzwiowym dawnego dworu (Dworu Średniego).
Drugim rodem, który niezwykle mocno wpisał się w historię pałacu, byli Wallisowie, którzy od roku 1200 mieszkali w irlandzkim zamku Carighmain. Tak też brzmiało początkowo ich nazwisko. Po wejściu w posiadanie gór walijskich, dołączyli do niego drugi człon – Wallis. Brzmiało więc ono wówczas Carighmain-Wallis.
W latach 1832–1834 ziemię kłodzką nawiedziła epidemia cholery, która nie ominęła także Trzebieszowic. Jej ofiar, z obawy na rozprzestrzenianie się choroby nie pochowano na przykościelnym cmentarzu. Zorganizowano w tym celu cmentarz na północ od pałacu. Oddalony od wsi, położony wśród pól na rozdrożu, bez śladów grobów, dziś zupełnie zapomniany. Stoi przy nim kamienna figura Św. Jana Nepomucena.
Do połowy XIX stulecia Trzebieszowice podzielone były, zgodnie z ilością tutejszych dóbr, na cztery części. Po scaleniu wieś stała się siedzibą urzędu grodzkiego i urzędu stanu cywilnego.
W pierwszej połowie XIX wieku właścicielką majątku w Trzebieszowicach, na który składało się 7 folwarków, była landgrafini von Fürstenberg de domo von Schlabrendorf ze Stolca, później majątek odziedziczyła Theresia von Harbuval-Chamaré de domo von Schlabrendorf ze Szczepowa, a po niej 9 września 1898 dobra przejął syn Pius. W początkach XX stulecia majątek należał do wdowy Wandy von Harbuval-Chamaré. Jej pełnomocnikiem był wtedy (1910 r.) poborca (Rentmeister) J. Ciecierski. W okresie I wojny światowej pałac stał się własnością Stanislausa von Harbuval.
W latach 1949–1957 w Trzebieszowicach mieszkał Henryk Worcell. Pisarz pracował w miejscowej bibliotece i krytycznie opisywał miejscowe stosunki społeczne. Potem przeniósł się wraz z rodziną, w tym synem, Wojciechem Kurtyką, do Wrocławia.

## Powódź stulecia
Wieś poniosła poważne straty w powodzi tysiąclecia latem roku 1997.

## Zabytki
Do wojewódzkiego rejestru zabytków wpisane są obiekty:
- kościół pw. św. Andrzeja, parafialny z 1813 r.
- plebania, z pierwszej połowy XIX w.
- zespół pałacowy „Oberhof”, z XVI–XIX w.:
  - pałac
  - park
  - oficyna
- Zespół dworski Scheibenhof w Trzebieszowicach:
  - dwór z murem oporowym, obecnie w ruinie z 1580, przebudowany w XIX-XX w.
  - folwarczny budynek mieszkalno-gospodarczy z 1687, przebudowany w  poł. XIX w. obecnie w ruinie,
- spichrz zbożowy, na folwarku „Frobelhof” z  XVIII w.
- figura św. Jana Nepomucena, kam., poł. XVIII, nr rej.: B/1953 z 15.09.2008
- figura św. Jana Nepomucena, kam., 1792, nr rej.: B/1954 z 15.09.2008